# Recueil des historiens des Gaules et de la France
Le Recueil des historiens des Gaules et de la France, abrégé en Histor. de Fr, est une compilation de sources liées à l'histoire de France. Il a été initié en 1738 par Martin Bouquet, religieux bénédictin de Saint-Maur, et poursuivi avec des interruptions jusqu'en 1904, date de parution du tome 24. Il continue de nos jours sous la forme de publications de documents financiers dont l'édition est supervisée par l'Académie des inscriptions et belles-lettres.

## Histoire éditoriale
La première tentative de compilation de documents liés à l'histoire de France est due à Pierre Pithou, qui fait paraitre en 1588 des Annales de 708 à 990 puis, en 1596, une Histoire de France de 900 à 1285. Le travail est repris par André du Chesne, qui publie en 1636 deux tomes d'une Historiae Francorum scriptores coaetane. Après sa mort, son fils, François du Chesne, publie les trois volumes suivants en 1649.
En 1717, le chancelier D'Aguesseau demande à la Congrégation des bénédictins de Saint-Maur, dirigée par Denis de Sainte-Marthe, de remettre l'ouvrage sur le métier. Dom Bouquet, qui en est chargé, publie les huit premiers volumes de 1738 à 1752. Les cinq volumes suivants sont préparés par les frères Audiquier, dom Poirier, dom Précieux, dom Housseau, dom Clément et dom Brial entre 1757 et 1786. La Révolution interrompt l'entreprise qui ne reprend qu'en 1806, date à laquelle le même dom Brial s’attelle aux six volumes suivants, qui paraissent jusqu'à sa mort en 1833.
Nouvel arrêt jusqu'en 1840, quand l'Académie des Inscriptions et des Belles-Lettres, se charge de la suite de l'ouvrage. Pierre Daunou, Joseph Naudet, Joseph-Daniel Guigniaut, Léopold Delisle et Joseph-Natalis de Wailly s'y succèdent jusqu'en 1904, date de la parution du tome 24, terminant la période liée à Saint-Louis. L'Académie des Inscriptions et Belles-Lettres publie à présent des documents financiers concernant les périodes suivantes de l'histoire.
Une réédition des 19 premiers tomes, devenus introuvables, est effectuée en parallèle entre 1869 et 1880.
Le plan des volumes, établi par dom Bouquet, comprend tables, chronologique et géographique, glossaires et index.

## Volumes publiés

### Contenu
| Vol. | Date      | Auteur                                                      | Titre | Édition originale                          | Réédition                |
| ---- | --------- | ----------------------------------------------------------- | --- | ------------------------------------------ | ------------------------ |
| 1    | 1738 1869 | Martin Bouquet                                              | Contenant tout ce qui a été fait par les Gaulois, et qui s'est passé dans les Gaules avant l'arrivée des François: et plusieurs autres choses qui regardent les François depuis leur origine jusqu'à Clovis. | Internet Archive                           | Gallica Internet Archive |
| 2    | 1739 1869 | Martin Bouquet                                              | Contenant ce qui s'est passé dans les Gaules, et ce que les François ont fait sous les Rois de la première Race. | Internet Archive                           | Gallica Internet Archive |
| 3    | 1741 1869 | Martin Bouquet                                              | Contenant ce qui s'est passé dans les Gaules, et ce que les François ont fait sous les Rois de la première Race. | Internet Archive                           | Gallica Internet Archive |
| 4    | 1741 1869 | Martin Bouquet                                              | Contenant les Lettres Historiques, les Lois, les Formules, les Diplômes, et plusieurs autres Monuments, qui concernent les Gaules et la France sous les Rois de la première Race. | Internet Archive                           | Gallica Internet Archive |
| 5    | 1744 1869 | Martin Bouquet                                              | Contenant ce qui s'est passé sous les règnes de Pépin et de Charlemagne, c'est-à-dire depuis l'an 752 jusques à l'an 814. Avec les Lois, les Ordonnances, les Diplômes de ces deux Rois, et autres Monuments Historiques. | Internet Archive                           | Gallica Internet Archive |
| 6    | 1749 1870 | Martin Bouquet                                              | Contenant les gestes de Louis le Débonnaire, d'abord Roi d'Aquitaine, et ensuite Empereur, depuis l'an 781 jusques à l'an 840, avec les Lois, les Ordonnances et les Diplômes de ce Prince, et autres Monuments Historiques. | Internet Archive                           | Gallica Internet Archive |
| 7    | 1749 1870 | Martin Bouquet                                              | Contenant les gestes des fils et petits-fils de Louis le Débonnaire, depuis l'an 840 jusques à l'an 877, avec les Capitulaires de Charles le Chauve, et autres Monuments Historiques: les Diplômes étant rejetés dans le Volume suivant. | Internet Archive                           | Gallica Internet Archive |
| 8    | 1752 1871 | Martin Bouquet                                              | Contenant ce qui s'est passé depuis le commencement du règne de Louis le Bègue fils de Charles le Chauve, jusqu'à la fin du règne de Louis V, dernier Roi de la seconde race: c'est-à-dire, depuis l'an 877 jusqu'à l'an 987. Avec les Diplômes des fils et des petits-fils de Louis le Débonnaire, qui n'ont pu entrer dans le Volume précédent. | Internet Archive                           | Gallica Internet Archive |
| 9    | 1757 1874 | C.Haudiquier, J.B. Haudiquier                               | Contenant ce qui restait à publier des monuments de la seconde Race des Rois de France, depuis le commencement du règne de Louis le Bègue fils de Charles le Chauve, jusqu'aux premières années du règne de Hugues Capet, chef de la troisième Race: c'est-à-dire, depuis l'an 987 jusqu'à l'an 991.                                              | Internet Archive                           | Gallica Internet Archive |
| 10   | 1760 1874 | C.Haudiquier, J.B. Haudiquier                               | Contenant sur-tout ce qui s'est passé depuis le commencement du règne de Hugues Capet jusqu'à celui du roi Henri I, fils de Robert le Pieux. | Internet Archive                           | Gallica Internet Archive |
| 11   | 1767 1876 | Dom Housseau, Précieux, Poirier                             | Contenant principalement ce qui s'est passé sous le règne de Henri premier, fils du Roi Robert le Pieux; c'est-à-dire, depuis l'an 1031 jusqu'à l'an 1060. | Internet Archive                           | Gallica Internet Archive |
| 12   | 1781 1877 | Dom Brial                                                   | Contenant une partie de ce qui s'est passé sous les trois Règnes de Philippe Ier, de Louis VI dit le Gros, et de Louis VII surnommé le Jeune, depuis l'an 1060, jusqu'en 1180. | Internet Archive                           | Gallica Internet Archive |
| 13   | 1786 1869 | Dom Brial                                                   | Contenant la suite des monuments des trois Règnes de Philippe Ier, de Louis VI dit le Gros, et de Louis VII surnommé le Jeune, depuis l'an 1060, jusqu'en 1180. | Internet Archive                           | Gallica Internet Archiv  |
| 14   | 1806 1877 | Dom Brial                                                   | Contenant la suite des monuments des trois Règnes de Philippe Ier, de Louis VI dit le Gros, et de Louis VII surnommé le Jeune, depuis l'an 1060, jusqu'en 1180. | Internet Archive                           | Gallica Internet Archive |
| 15   | 1808 1878 | Dom Brial                                                   | Contenant la suite des monuments des trois Règnes de Philippe Ier, de Louis VI dit le Gros, et de Louis VII surnommé le Jeune, depuis l'an 1060, jusqu'en 1180. | Internet Archive                           | Gallica                  |
| 16   | 1813 1878 | Dom Brial                                                   | Contenant la suite des monuments des trois Règnes dde Philippe Ier, de Louis VI dit le Gros, et de Louis VII surnommé le Jeune, depuis l'an 1060, jusqu'en 1180. | Internet Archive                           | Gallica Internet Archive |
| 17   | 1818 1878 | Dom Brial                                                   | Contenant la première livraison des monuments des Règnes de Philippe-Auguste et de Louis VIII, depuis l'an 1180 jusqu'en 1226. | Internet Archive                           | Gallica Internet Archive |
| 18   | 1822 1879 | Dom Brial                                                   | Contenant la seconde livraison des monuments des Règnes de Philippe-Auguste et de Louis VIII, depuis l'an 1180 jusqu'en 1226. | Internet Archive                           | Gallica                  |
| 19   | 1833 1880 | Dom Brial, Pierre Daunou, Joseph Naudet                     | Contenant la troisième livraison des monuments des Règnes de Philippe-Auguste et de Louis VIII, depuis l'an 1180 jusqu'en 1226. | Internet Archive                           | Gallica                  |
| 20   | 1840      | Pierre Daunou, Joseph Naudet                                | Contenant la première livraison des monuments des règnes de saint Louis, de Philippe le Hardi, de Philippe le Bel, de Louis X, de Philippe V et de Charles IV, depuis 1226 jusqu'en 1328. | Internet Archive                           | /                        |
| 21   | 1855      | Joseph-Daniel Guigniaut, Joseph-Natalis de Wailly           | Contenant la deuxième livraison des monuments des règnes de saint Louis, de Philippe le Hardi, de Philippe le Bel, de Louis X, de Philippe V et de Charles IV, depuis 1226 jusqu'en 1328. | Internet Archive                           | /                        |
| 22   | 1865      | Joseph-Natalis de Wailly, Léopold Delisle                   | Contenant la troisième livraison des monuments des règnes de saint Louis, de Philippe le Hardi, de Philippe le Bel, de Louis X, de Philippe V et de Charles IV, depuis 1226 jusqu'en 1328. | Internet Archive                           | /                        |
| 23   | 1894      | Joseph-Natalis de Wailly, Léopold Delisle, Charles Jourdain | Contenant la quatrième livraison des monuments des règnes de saint Louis, de Philippe le Hardi, de Philippe le Bel, de Louis X, de Philippe V et de Charles IV, depuis 1226 jusqu'en 1328. | Internet Archive                           | /                        |
| 24   | 1904      | Léopold Delisle                                             | Contenant les enquêtes administratives du règne de saint Louis et la chronique de l'Anonyme de Béthune | Gallica -- Internet Archive: vol. 1 vol. 2 | /                        |